# Draped Up
Draped Up è il singolo di debutto del rapper statunitense Bun B, estratto dall'album "Trill". È stato prodotto da Salih Williams ed è stato pubblicato in versione remix, alla quale hanno partecipato molti artisti, quali Lil' Keke, Slim Thug, Paul Wall, Mike Jones, Aztek, Lil' Flip e Z-Ro.

## Informazioni
Nell'album la canzone è presente sia nella sua versione originale, in collaborazione solo con Lil' Keke, sia appunto nella sua versione remix, dal titolo "H-Town remix", che in aggiunta a Lil' Keke vede i featuring di tutti gli artisti su citati. Come già detto, è stata quest'ultima ad essere ufficialmente pubblicata, e di conseguenza ne è stato tratto anche un videoclip. Occorre però dire che nel remix presente nell'album appare anche Chamillionaire, il quale non è invece presente nel videoclip a causa della sua faida con Mike Jones, tuttora finita ma allora ancora in corso.
"Draped Up" non ha debuttato nella chart Billboard Hot 100, ma ha raggiunto la posizione n.45 nella Hot R&B/Hip-Hop Songs.

## Videoclip
Il videoclip della canzone lo si può dividere in varie parti:
- nella prima parte è Lil' Keke a rappare, davanti a un muro con su dei graffiti writing. Alla sua performance si alternano scene in cui si vedono limousine di diversi colori e una folla in cui tutti indossano magliette con la scritta "Free Pimp C";
- poi entra in scena Slim Thug, che rappa davanti allo stesso muro di Lil' Keke. La sua performance non è tanto diversa da quella precedente e vi sono ancora le brevi scene delle limousine;
- nella terza parte rappa Paul Wall, e lo fa sia davanti a un muro con graffiti writing rappresentanti DJ Screw, sia all'interno di una gioielleria;
- poco dopo c'è Mike Jones, il quale, assieme ad altre persone vestite di nero come lui, mostra mentre rappa i vari gioielli che porta;
- a questo punto rappa Aztek, e l'ambientazione si svolge in una piazza poco illuminata, dove il rapper è accerchiato da molte altre comparse e dove è parcheggiata un'automobile;
- nella sesta parte, Lil' Flip rappa all'interno di un'auto, in compagnia dello stesso Bun B;
- poi arriva Z-Ro, l'ultimo degli artisti partecipanti, che rappa davanti a quella che sembra una biglietteria. La sua performance non è di particolare rilievo. Ritornano le scene in cui si vedono le lussuose limousine, e ve ne è anche una dove, per pochi secondi, si vedono i graffiti writing di DJ Screw;
- Bun B entra in scena solo alla fine del video e, completamente vestito di bianco, rappa dove rappava prima Z-Ro;
- verso la fine del video, tutti gli artisti che hanno partecipato alla canzone ritornano facendo una breve apparizione.

Nel videoclip figurano anche i cameo di altri artisti, e cioè Kanye West, Birdman, Scarface, Chingy, Devin the Dude e Spice 1.

## Posizioni in classifica
| Chart (2005)                          | Posizione massima |
| ------------------------------------- | ----------------- |
| Billboard Hot R&B/Hip-Hop Songs (USA) | 45                |